# Ku-Bau
Ku-Bau, Ku-Baba (sum. kù.dba.ú/ba6, tłum. „bogini Bau jest nieskalana/święta”) – według Sumeryjskiej listy królów jedyna przedstawicielka III dynastii z Kisz; jedyna kobieta-władczyni wymieniona w tej liście. Dotyczący jej fragment brzmi następująco:
„W Kisz Ku-Bau, właścicielka oberży, ta, która uczyniła trwałymi podstawy Kisz, została królową i panowała 100 lat. (W sumie) jedna królowa panowała 100 lat. Następnie Kisz zostało pokonane i (siedziba) królestwa została przeniesiona do Akszak”
Syn Ku-Bau, Puzur-Sin, oraz jej wnuk, Ur-Zababa, wymienieni są w Sumeryjskiej liście królów odpowiednio jako pierwszy i drugi władca IV dynastii z Kisz.